# Lille grøn biæder
Lille grøn biæder (latin: Merops orientalis) er en skrigefugl, der lever i det sydlige og sydøstlige Asien.